# Acusaciones de abuso sexual infantil contra Michael Jackson de 1993

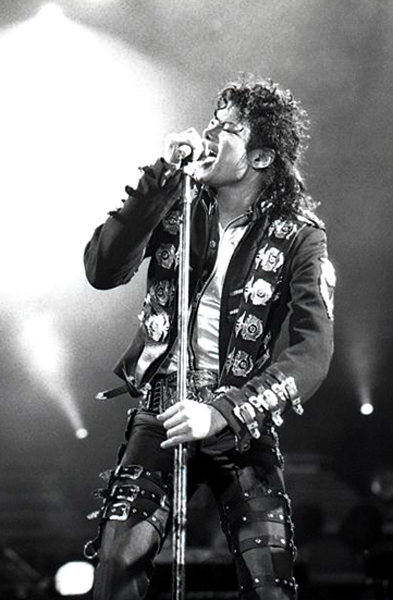
Michael Jackson (en la foto) enfrentó acusasiones por supuesto abuso sexual infantil en 1993

El cantante estadounidense Michael Jackson se enfrentó por primera vez a acusaciones de abuso sexual infantil en 1993. Evan Chandler, un dentista y guionista de Los Ángeles, acusó a Jackson de abusar sexualmente de su hijo de 13 años, Jordan. Jackson se había hecho amigo del niño después de alquilar un vehículo al padrastro de este. Aunque inicialmente Evan fomentó la amistad, confrontó a su exesposa, quien tenía la custodia de Jordan, con sospechas de que la relación era inapropiada.
Chandler exigió dinero a Jackson y lo amenazó con acudir a un tribunal penal, pero no se llegó a ningún acuerdo. Después de que Jordan le dijera a un psiquiatra que Jackson había abusado de él, el Departamento de Policía de Los Ángeles inició una investigación penal, la cual no encontró pruebas físicas en su contra.
En agosto de 1993, mientras comenzaba la segunda etapa de la gira Dangerous World Tour, la noticia de las acusaciones estalló y acaparó la atención de los medios de comunicación de todo el mundo. Jackson canceló el resto de la gira, alegando problemas de salud derivados del escándalo. Su hermana, La Toya Jackson, dijo que él era un pedófilo, pero no presentó pruebas y retiró la acusación; posteriormente, afirmó que su esposo la había obligado a hacerla.
En septiembre de 1993, los Chandler presentaron una demanda contra Jackson. Ambas partes llegaron a un acuerdo económico en enero de 1994; el cantante y su equipo legal destacaron que esto no era una admisión de culpabilidad. En septiembre de 1994, la investigación se cerró después de que los Chandler se negaran a cooperar, lo que dejó el caso sin su principal testigo.
Las acusaciones dañaron la imagen pública, la salud y la posición comercial de Jackson. Se cancelaron varios de sus contratos de patrocinio, incluyendo el que mantuvo durante una década con Pepsi. Otras acusaciones de abuso llevaron al juicio People v. Jackson en 2005, en el que fue absuelto.

## Antecedentes

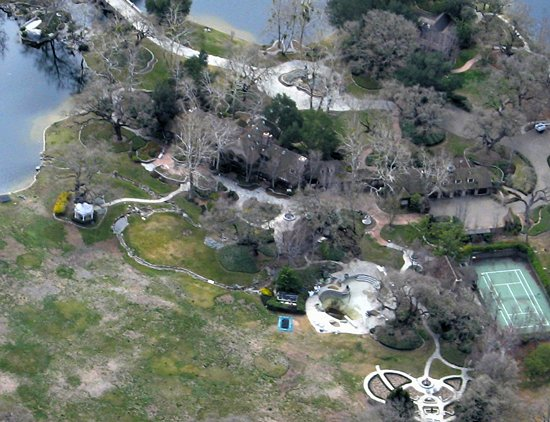
El rancho Neverland de Jackson, donde supuestamente se produjo el abuso sexual

Según Consequence of Sound, en 1993, Jackson era el cantante más popular del mundo. El febrero de ese año, su coche se averió y fue remolcado a un taller local, Rent-a-Wreck. El propietario, David Schwartz, llamó a su esposa, June Chandler-Schwartz, para que conociera a Jackson. Ella llevó a su hijo de un matrimonio anterior, Jordan Chandler. El padre de Jordan, Evan Chandler, era un dentista que trataba a celebridades de Hollywood y también un guionista que coescribió la comedia de 1993 Robin Hood: Men In Tights.
Jackson y Jordan se hicieron cercanos; el National Enquirer publicó un reportaje especial titulado «La nueva familia adoptiva de Michael», dónde insinuaba que el cantante le había «robado» el niño a Evan. Jackson invitó a Jordan, a su hermanastra y a su madre a visitar su casa, el Rancho Neverland, los fines de semana. También hacían viajes a Las Vegas y Florida. Estos viajes interferían con las visitas programadas de Jordan con su padre, y el niño prefería visitar el Rancho Neverland.
En mayo, Evan animó a Jackson a pasar más tiempo con Jordan. Sugirió que el cantante construyera una ampliación en su casa; cuando les denegaron el permiso de construcción, Chandler sugirió que Jackson le comprara una casa a él. Ese mismo mes, Jordan y June volaron con el artista a Mónaco para los World Music Awards. Según el abogado de June, Michael Freeman, Evan estaba celoso y se sentía excluido. A su regreso, Jackson se quedó en la casa de los Schwartz-Chandler durante cinco días y durmió en una habitación con Jordan y su hermanastro. Chandler dijo que fue entonces cuando empezó a sospechar de una conducta sexual inapropiada por parte del cantante, aunque afirmó que ambos estaban vestidos cuando los vio juntos en la cama y nunca declaró haber presenciado un acto de esa naturaleza. El contacto entre Jordan y Jackson terminó en junio de 1993.

## Acusaciones
El 8 de julio de 1993, Schwartz llamó por teléfono a Evan para hablar de la relación de Jordan con Jackson. Sin que Evan lo supiera, Schwartz grabó la llamada. Chandler se mostró hostil hacia Jackson, describiéndolo como «malvado». Dijo que había contratado al «hijo de puta más desagradable que pudo encontrar», el abogado Barry Rothman, para humillar al cantante, y añadió:
«Una vez que haga esa llamada, este tipo va a destruir a todo el que se cruce en su camino de cualquier forma retorcida, desagradable y cruel que pueda. Y le he dado plena autoridad para hacerlo. [...] Si sigo adelante con esto, ganaré a lo grande. No hay forma de que pierda. [...] Conseguiré todo lo que quiero, y ellos quedarán totalmente... quedarán destruidos para siempre. [...] La carrera de Michael se acabará. [...] Este hombre va a ser humillado más allá de lo imaginable. [...] No se creerá lo que le va a pasar. Más allá de sus peores pesadillas. No venderá ni un solo disco más». — 

Evan Chandler, extracto de una conversación telefónica grabada entre Chandler y David Schwartz (1993)
Cuando Schwartz preguntó cómo afectaría esto a Jordan, Chandler respondió:
«No me importa. Para mí, la conclusión es que sí, June lo está perjudicando y Michael lo está perjudicando. Puedo demostrarlo. [...] Me costó miles, decenas de miles de dólares conseguir la información que obtuve, y yo... ya sabes que no tengo esa clase de dinero y lo gasté, y estoy dispuesto a gastar más, y estoy dispuesto a arruinarme económicamente...» 

— Evan Chandler, extracto de una conversación telefónica grabada entre Chandler y David Schwartz (1993)
El 2 de agosto, Chandler le extrajo un diente a Jordan. Mientras el niño estaba bajo los efectos del Amytal, un sedante con propiedades hipnóticas, Evan le preguntó si Jackson le había tocado alguna vez el pene; Jordan dijo que sí. Chandler y su equipo legal se acercaron a Jackson para pedirle 20 millones de dólares y lo amenazaron con llevar la disputa a un tribunal penal. Pocas semanas después, el equipo del cantante hizo una contraoferta de 1 millón de dólares, pero Chandler la rechazó y entonces solicitó 15 millones. Jackson se negó y bajó su oferta a 350 000 dólares, la cual Chandler también rechazó. Según algunas fuentes, Evan intentó sin éxito llegar a un acuerdo de producción cinematográfica de 20 millones de dólares con Jackson para evitar ir a los tribunales.
El 15 de julio, el psiquiatra infantil Mathis Abrams le escribió a Rothman, quien buscaba la opinión de un experto para ayudar a fundamentar las acusaciones. Abrams escribió que había una «sospecha razonable» de abuso sexual sin haber conocido a Evan, a Jordan o a Jackson. También dijo que, si no se tratara de un caso hipotético, la ley le exigiría informar del asunto al Departamento de Servicios Infantiles del Condado de Los Ángeles. El 17 de agosto, Evan llevó a Jordan con Abrams y le dijo que el niño había sido abusado. Durante una sesión de tres horas, Jordan le contó al psiquiatra que Jackson había abusado sexualmente de él durante meses y dio relatos explícitos de masturbación y sexo oral. El niño repitió estas acusaciones a la policía y describió el pene de Jackson. Según los informes del Departamento de Servicios para Niños y Familias (DCFS) del condado, Jordan tenía dificultades para recordar las horas y fechas de su presunto abuso, pero fue consistente en su relato.

## Investigación
El 18 de agosto, la Unidad de Niños Explotados Sexualmente del Departamento de Policía de Los Ángeles inició una investigación penal contra Jackson. Inicialmente, June Chandler-Schwartz le dijo a la policía que no creía que el cantante hubiera abusado de su hijo; sin embargo, su postura vaciló unos días después. El 21 de agosto se emitió una orden de registro que permitía a la policía registrar el Rancho Neverland. Las autoridades interrogaron a 30 niños que eran amigos de Jackson; todos declararon que él no era un abusador de menores. Gary Hearne, el chófer del artista, testificó en su declaración que llevó a Jackson a casa de Jordan por la noche y lo recogió por la mañana durante un período de unos 30 días.
El 24 de agosto, el día en que se hicieron públicas las acusaciones, Jackson comenzó la tercera etapa de su gira Dangerous World Tour en Bangkok. Ese mismo día, Anthony Pellicano, un detective privado contratado por el cantante, ofreció una rueda de prensa en la que acusó a Chandler de intentar extorsionarlo por 20 millones de dólares. No mencionó que Jackson había hecho varias contraofertas. La familia Jackson también ofreció una rueda de prensa y afirmó que era su «creencia inequívoca» de que Michael era víctima de una extorsión. El 26 de agosto, los promotores publicaron una cinta de audio en la que él se disculpaba con sus fans por cancelar su segundo concierto en dos días.
El 31 de agosto, la abogada Gloria Allred ofreció una rueda de prensa en la que declaró que había sido contratada en nombre de los Chandler, e insinuó que se presentaría una demanda civil contra Jackson. El 10 de septiembre, Allred dijo que dejaba el caso, sin explicar por qué. El 13 de septiembre, los Chandler contrataron a Larry R. Feldman, el expresidente del Colegio de Abogados del Condado de Los Ángeles.
El 6 de octubre de 1993, Jordan Chandler se sometió a una entrevista psiquiátrica con el Dr. Richard Gardner en Nueva York. El Dr. Gardner había formulado el Síndrome de Alienación Parental (SAP) en 1985, un trastorno que surge principalmente en el contexto de disputas por la custodia de los hijos. Jordan dio su versión de lo que supuestamente ocurrió entre él y Jackson en mayo de 1993, durante su viaje a Mónaco para los World Music Awards. El 8 de noviembre, la policía registró la casa de la familia Jackson, Hayvenhurst.
Los Schwartz entregaron la cinta de la conversación de julio de Chandler con Schwartz a las autoridades, quienes la filtraron a la prensa. La conversación grabada fue un aspecto crucial de la defensa de Jackson contra las acusaciones presentadas en su contra. El cantante y sus partidarios argumentaron que él era víctima de un padre celoso cuyo único objetivo era extorsionarlo. Pellicano publicó la cinta después de que se le hicieran ediciones.

### Testimonio del personal y de otros niños
Brett Barnes, de 11 años, declaró públicamente que había compartido dormitorio con Jackson e insistió en que no había ocurrido ningún abuso sexual. El bailarín y coreógrafo Wade Robson, que entonces tenía 10 años, le dijo a Fox Television que él también había compartido habitación con el cantante y que no había sucedido nada de naturaleza sexual. Varios padres presentaron detalles de las agresivas técnicas de investigación de la policía; explicaron que los agentes habían asustado a sus hijos con mentiras como «tenemos fotos tuyas desnudo» y les habían dicho que sus hijos habían sido abusados, aunque los niños lo habían negado.
En septiembre de 1993, agentes de policía viajaron a Filipinas para entrevistar a dos de las antiguas amas de llaves de Jackson. Sin embargo, las exempleadas carecían de credibilidad debido a una disputa que habían tenido con él por salarios atrasados. Un exguardia de seguridad hizo varias acusaciones sobre el cantante; dijo que lo habían despedido porque «sabía demasiado» y alegó que Jackson le había ordenado destruir la foto de un niño desnudo. En lugar de denunciar este presunto suceso a la policía, vendió la historia al programa Hard Copy por 150 000 dólares. El 13 de diciembre de 1993, la empleada doméstica de Jackson, Blanca Francia, alegó que «renunció asqueada» después de ver a Jackson en la ducha con un niño, pero no informó a las autoridades. Lisa D. Campbell informó que Francia había sido despedida en 1991 y que había vendido su historia a Hard Copy por 20 000 dólares. Sin embargo, cuando Diane Dimond la entrevistó en el programa, ella negó haber sido despedida, pero reconoció haber recibido una compensación económica de la producción.
El 2 de diciembre de 1993, el abogado Charles Mathews ofreció una rueda de prensa sobre el hecho de que sus clientes estaban siendo presuntamente amenazados y acosados por las maquinaciones de Pellicano. Mathews representaba a los exguardias de seguridad de Jackson en una demanda por despido improcedente presentada el 22 de noviembre. La demanda alegaba despido improcedente debido a «un conocimiento personal y de primera mano de muchas de las visitas nocturnas de [Michael Jackson] con niños pequeños».

### Investigación sobre Chandler
La policía también inició una investigación contra Evan Chandler por extorsión, y descubrió que tenía un atraso de 68 400 dólares en los pagos de la manutención de sus hijos, a pesar de ser un dentista bien remunerado. Tras una investigación de cinco meses, el fiscal adjunto del condado de Los Ángeles, Michael Montagna, emitió una declaración pública. En ella, afirmaba que no se habían presentado cargos contra Chandler y citaba el hecho de que los abogados de Jackson no denunciaron la extorsión a tiempo, así como la disposición del cantante a negociar con Chandler durante varias semanas. Montagna explicó que se fomentaban los acuerdos, ya que la ley los favorecía. También dijo que las conversaciones entre los representantes de Jackson y Barry K. Rothman, el abogado de Chandler en ese momento, parecían haber sido intentos de resolver un posible caso civil, no esfuerzos por extorsionar dinero. Pellicano rechazó vehementemente que la conversación fuera para resolver una demanda civil, y señaló que no se mencionó ninguna demanda y que el abogado de Chandler amenazó con que, si no obtenían lo que querían, harían públicas las acusaciones.

### Uso de sedantes
Chandler admitió que había usado el sedante amital sódico durante la cirugía dental de Jordan, intervención durante la cual el niño dijo que Jackson le había tocado el pene. El amital sódico es un barbitúrico que pone a las personas en un estado hipnótico cuando se inyecta por vía intravenosa. Estudios realizados en 1952 demostraron que permitía implantar falsos recuerdos. Según Alison Winter, historiadora de la ciencia en la Universidad de Chicago, este tipo de fármacos colocan a las personas en un estado de «sugestionabilidad extrema [...]. La gente capta las señales sobre lo que los interrogadores quieren oír y se lo repiten».
Mark Torbiner, el anestesiólogo dental que administró el fármaco, dijo a GQ que si se usó amital sódico, «fue con fines dentales». Según Diane Dimond, del programa de televisión sensacionalista Hard Copy, los registros de Torbiner muestran que se administraron Robinul y Vistaril en lugar de amital sódico. La Administración de Control de Drogas de EE. UU. (DEA) estaba investigando la administración de fármacos por parte de Torbiner durante visitas a domicilio, en las que principalmente daba a los pacientes morfina y Demerol. Las credenciales del anestesiólogo ante la Junta de Examinadores Dentales indicaban que la ley le restringía la administración de fármacos únicamente a procedimientos dentales, pero él no se había adherido a esas restricciones; por ejemplo, le había administrado anestesia general a Barry Rothman durante procedimientos de trasplante de cabello. Torbiner había presentado a Chandler y a Rothman en 1991, cuando este último necesitaba un tratamiento dental.

### Registro al desnudo
El 10 de febrero de 1993, Jackson había revelado en una entrevista televisada que padecía vitíligo, un trastorno cutáneo que destruye la pigmentación de la piel y crea manchas. La vieron 90 millones de espectadores y, tras su emisión, se difundió ampliamente en los medios información experta sobre la enfermedad. Según Pellicano, Jordan Chandler dijo en julio de 1993 que Jackson se levantó una vez la camisa para mostrarle las manchas en su piel.
El 20 de diciembre de 1993, investigadores del Departamento del Sheriff del Condado de Santa Bárbara y de la policía de Los Ángeles le entregaron a Jackson una orden para un registro al desnudo, ya que querían verificar la descripción que Jordan había hecho de su anatomía privada. Los agentes fotografiaron todo el cuerpo del cantante. Buscaban decoloraciones, cualquier signo de vitíligo del que Jordan hubiera hablado o cualquier otro trastorno cutáneo. Negarse a cooperar se habría utilizado en el tribunal como un indicio de culpabilidad.
Los presentes por parte de la fiscalía eran el fiscal de distrito Tom Sneddon, un detective, un fotógrafo y un médico. En nombre de Jackson, estaban presentes sus dos abogados, un médico, un detective, un guardaespaldas y un fotógrafo. Los abogados y Sneddon acordaron salir de la habitación cuando se llevara a cabo el examen. Por insistencia de Jackson, el detective de la fiscalía también se fue. En un estado emocional alterado, el cantante se paró en una plataforma en medio de la habitación y se desnudó. El registro duró aproximadamente 25 minutos. Nadie lo tocó.
El 27 de enero de 1994, Reuters informó que una fuente dijo que las fotografías no coincidían con la descripción de Jordan. El niño afirmó que Jackson estaba circuncidado; sin embargo, el informe de la autopsia del cantante demostró que no lo estaba. En 2009, Ian Halperin escribió que «USA Today y Reuters citaron fuentes policiales que confirmaban que 'las fotos de los genitales de Michael Jackson no coinciden con las descripciones dadas por el niño'». En marzo de 1994, la madre de Jackson, Katherine, fue llamada a testificar ante el Gran Jurado del Condado de Los Ángeles. Los investigadores le preguntaron si su hijo había cambiado su apariencia para que no coincidiera con la descripción del acusador.
El 4 de enero del mismo año, Larry Feldman presentó una moción judicial en un esfuerzo por obtener las fotografías policiales. La moción establecía una petición de «opción múltiple»: o se proporcionaban copias de las fotografías, o se sometía a Jackson a un segundo registro, o el tribunal podría impedir que las fotografías se usaran como prueba en el juicio civil. Feldman dijo que la oficina del fiscal de distrito había rechazado previamente la solicitud. Los abogados de Jackson le pidieron a un juez del condado de Santa Bárbara que ordenara a los fiscales devolver las fotografías, por temor a que se hicieran públicas, pero la petición fue denegada.

## Acusaciones de La Toya Jackson

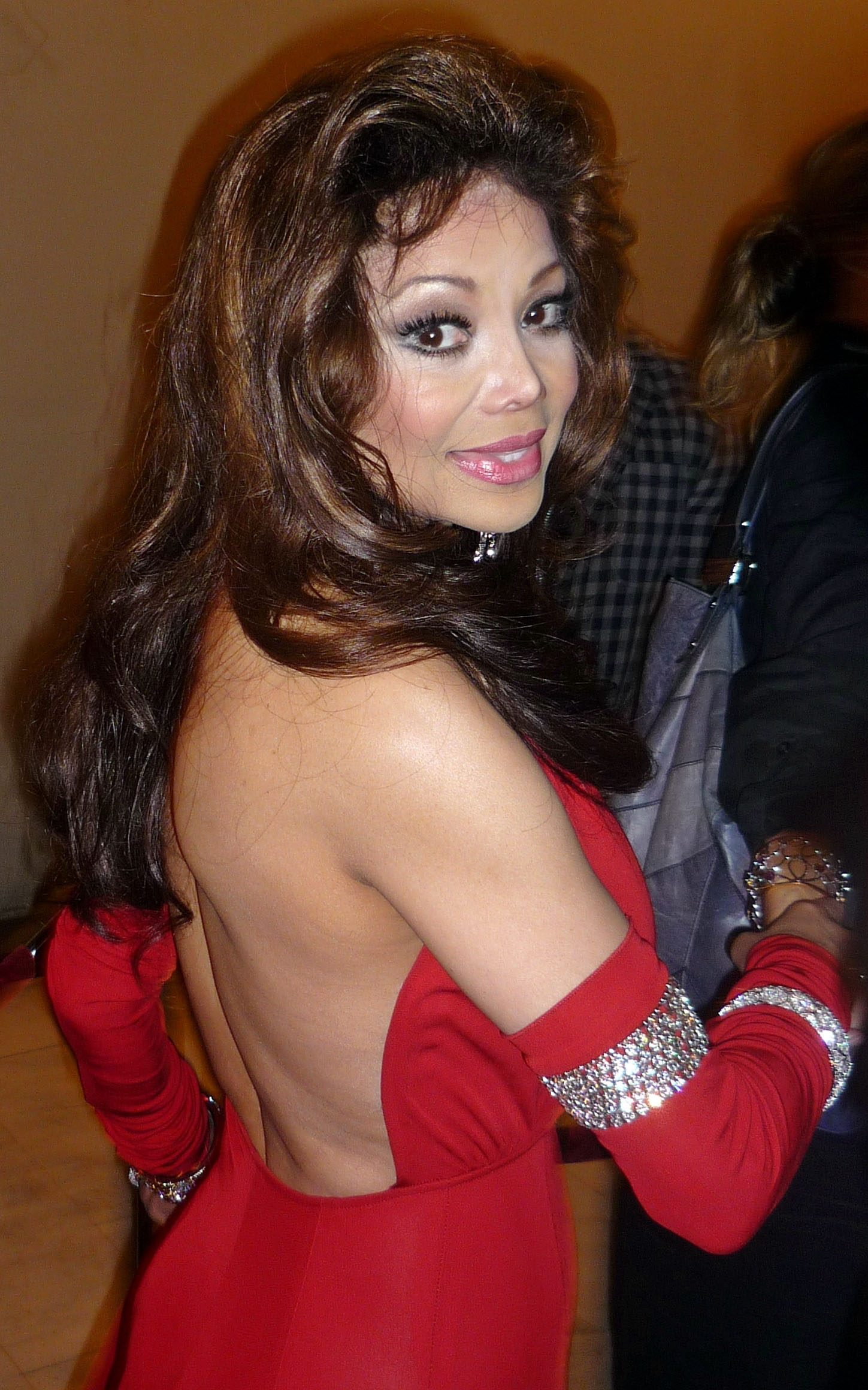
La hermanda de Jackson, La Toya, en 2010

El 2 de septiembre de 1993, como invitada en el programa Today, la hermana de Jackson, La Toya, expresó su apoyo a su hermano y declaró: «Apoyo a [Michael] al mil por ciento [...]. Si lo piensas, ha sido condenado antes de un juicio». En la misma entrevista, dijo que no podía asegurar si las acusaciones eran ciertas. Pocas semanas después, en el programa Maury, La Toya afirmó que el público estaba condenando a Jackson sin que se le hubiera imputado ningún delito. Añadió que no había nada inapropiado en la relación de su hermano con los niños y que nunca creería tales acusaciones.

El 8 de diciembre de 1993, La Toya, que estaba distanciada de la familia Jackson y no había visto a su hermano en varios años, dijo que el cantante era un pedófilo. Afirmó que había visto cheques extendidos a nombre de las familias de diferentes niños y que el abuso que Jackson sufrió de niño lo había convertido en un abusador. Ella y su entonces esposo, Jack Gordon, también declararon que el artista había intentado secuestrarla y matarla. El 9 de diciembre, La Toya repitió sus sospechas a Katie Couric en el programa Today:
«Sí sé que llevaba niños a su casa todo el tiempo y que se quedaban en su habitación durante días. Luego salían [...] y había otro niño, y traía a alguien más, pero nunca a dos al mismo tiempo».
La Toya dijo que tenía pruebas de la pedofilia de Jackson y ofreció revelarlas por 500 000 dólares. Comenzó una guerra de ofertas entre los tabloides de EE. UU. y el Reino Unido, pero se vino abajo cuando ella no presentó las pruebas. La familia Jackson la repudió. Años más tarde, se retractó de las acusaciones y dijo que su esposo la había obligado a hacerlas. Antes de que ella hiciera las acusaciones, Gordon había sido arrestado por agredirla, y la pareja se divorció tres años después. Para 2003, Michael Jackson ya la había perdonado. En 2009, al retractarse de sus declaraciones de 1993 ante la presentadora Barbara Walters, dijo que su hermano no había sido un pedófilo y que nunca había incurrido en relaciones inapropiadas con un niño.

## Lisa Marie Presley
Según Chris Cadman, Jackson conoció a la cantante Lisa Marie Presley en octubre de 1974, durante una serie de conciertos de los Jackson 5 en el Sahara Tahoe. Su padre, Elvis Presley, estaba terminando una residencia de dos semanas en el mismo lugar, mientras que los Jackson 5 estaban a punto de comenzar la suya. En noviembre de 1992, Jackson retomó el contacto con Presley a través de un amigo en común, y hablaban casi todos los días por teléfono. A medida que las acusaciones de abuso se hicieron públicas, él se volvió dependiente del apoyo emocional de Presley; a ella le preocupaba su frágil estado de salud. La cantante declaró: «Creía que no había hecho nada malo y que lo estaban acusando injustamente y, sí, empecé a enamorarme de él. Quería salvarlo. Sentí que podía hacerlo». En una llamada, ella lo describió como drogado, incoherente y delirante. Él le propuso matrimonio por teléfono a finales de 1993, diciéndole: «Si te pidiera que te casaras conmigo, ¿lo harías?». Se divorciaron menos de dos años después.

## La salud de Jackson
Jackson tomaba analgésicos para las cirugías de su cuero cabelludo tras un accidente mientras filmaba un comercial de Pepsi en 1984, y se volvió dependiente de ellos para lidiar con el estrés de las acusaciones. Pocos meses después de que estas se hicieran noticia, perdió aproximadamente 10 libras (unos 4.5 kg) y dejó de comer. Según el propio cantante, tenía la tendencia de dejar de comer cuando estaba «realmente molesto o herido», y su amiga Elizabeth Taylor tenía que obligarlo a comer: «Ella tomaba la cuchara y me la ponía en la boca». Dijo que finalmente quedó inconsciente y tuvieron que alimentarlo por vía intravenosa.
Mientras se encontraba en la Ciudad de México el 8 de noviembre de 1993, durante una declaración judicial no relacionada con el presunto abuso, Jackson parecía somnoliento, le faltaba concentración y arrastraba las palabras al hablar. Dijo que no podía recordar las fechas de lanzamiento de sus álbumes ni los nombres de las personas con las que había trabajado, y tardó varios minutos en nombrar algunos de sus discos recientes. El 12 de noviembre, canceló el resto de su gira y voló con Taylor y el esposo de ella a Londres. Cuando llegó al aeropuerto, se desplomó y fue trasladado de urgencia a la casa del mánager de Elton John y, posteriormente, a una clínica. Al ser registrado en busca de drogas a su llegada, se encontraron 18 viales de medicamentos en una maleta. Jackson reservó todo el cuarto piso de la clínica y le administraron Valium para ayudarlo a dejar los analgésicos. Mientras estuvo allí, participó en sesiones de terapia grupales e individuales.
El 15 de noviembre, el abogado de Jackson, Bert Fields, habló públicamente de su última reunión en la Ciudad de México y de la adicción del cantante a los analgésicos: «La vida [de Michael] corría peligro si continuaba tomando estas cantidades masivas de fármacos. Apenas era capaz de funcionar adecuadamente a nivel intelectual». Fields dijo que un centro de rehabilitación de drogas en Estados Unidos no tendría la privacidad que Jackson deseaba, y que el artista no estaba tratando de evadir la investigación: «Si Michael Jackson hubiera querido una excusa para quedarse fuera de Estados Unidos, todo lo que tenía que hacer era continuar con su gira». El 23 de noviembre, Fields renunció al caso.

## La respuesta de Jackson
El 22 de diciembre de 1993, Jackson respondió por primera vez a las acusaciones vía satélite desde el Rancho Neverland. Negó todas las acusaciones y declaró su intención de demostrar su inocencia. Acusó a los medios de manipular los alegatos para «llegar a sus propias conclusiones» y describió el «deshumanizante» registro policial como «la experiencia más humillante de mi vida». El 5 de enero de 1994, pocas semanas antes del acuerdo, el cantante dio un discurso de cinco minutos en la 26ª edición de los NAACP Image Awards, en el que afirmó su inocencia y recibió una ovación de pie. Durante la ceremonia, un presentador lo había incluido en una lista de nombres, llamándolo «Michael (Inocente hasta que se demuestre lo contrario) Jackson».

## Reacción de los medios
La fiscalía divulgó la mayor parte de la información disponible sobre las acusaciones (oficial o extraoficialmente) y Jackson no la refutó. Los medios de comunicación lo presentaron en gran medida como culpable, utilizando titulares sensacionalistas que implicaban su culpabilidad, aun cuando el contenido no respaldaba el titular. Se compraron historias sobre su presunta actividad delictiva, se filtró material de la investigación policial y se imprimieron fotografías poco favorecedoras del cantante.
Dos semanas después de que se informara de las acusaciones, el titular «Michael Jackson: Cae el telón» reflejaba la actitud de la mayoría de los medios sensacionalistas. El New York Post publicó el titular «Peter Pan o pervertido». El programa Hard Copy emitió un reportaje en el que afirmaba haber adquirido «nuevos documentos de la investigación penal sobre Michael Jackson, y son escalofriantes; contienen el nombre del actor infantil Macaulay Culkin». De hecho, el documento decía que Culkin negaba haber sido abusado por Jackson.
Dos medios sensacionalistas compraron documentos confidenciales filtrados del Departamento de Policía de Los Ángeles por 20 000 dólares. Varios de los antiguos empleados de Jackson —la mayoría de los cuales había trabajado en Neverland— vendieron historias que alegaban conductas sexuales inapropiadas previas por parte del artista, en lugar de denunciar sus afirmaciones a la policía. Una pareja pidió 100 000 dólares, debido a que afirmaban que Jackson había acariciado sexualmente a Culkin. Por una tarifa de 500 000 dólares, también alegarían que le había metido las manos en los pantalones. Culkin negó rotundamente la acusación y lo hizo de nuevo en el tribunal durante el juicio de Jackson en 2005.
Cuando Jackson se fue de EE. UU. para ingresar en rehabilitación, el Daily Mirror (Reino Unido) organizó un concurso llamado «Encuentra a Jacko» y ofreció a los lectores un viaje a Disney World si lograban predecir correctamente dónde aparecería a continuación. Un titular del Daily Express decía: «Estrella en tratamiento por drogas se enfrenta a una vida como fugitivo», mientras que uno del News of the World afirmaba que Jackson era un fugitivo. Estos tabloides también alegaron falsamente que el cantante había viajado a Europa para someterse a una cirugía estética que lo haría irreconocible. Geraldo Rivera montó un juicio simulado, con un jurado compuesto por miembros del público, a pesar de que a Jackson no se le había imputado ningún delito. Una encuesta de la época, realizada por A Current Affair, encontró que casi el 75 por ciento de los estadounidenses creían que Jackson decía la verdad.

## Demanda judicial
El 14 de septiembre de 1993, Jordan Chandler y sus padres presentaron una demanda contra Jackson. En ella, se alegaba que el cantante había cometido agresión sexual, seducción, conducta dolosa, imposición intencional de angustia emocional, fraude y negligencia. En noviembre, los abogados de Jackson pidieron que el caso se suspendiera hasta por seis años o hasta que concluyera el proceso penal. La preocupación por un juicio civil durante una investigación penal en curso, y por el acceso de los fiscales a la información del juicio de los demandantes, se derivaba de los derechos de Jackson bajo la Quinta Enmienda. Dado que dos grandes jurados consideraron que no había pruebas suficientes para presentar cargos penales al final de la investigación, la fiscalía podría haber sido capaz de armar un caso en torno a la estrategia de la defensa en el juicio, lo que habría creado una situación similar a la de la doble incriminación (double jeopardy).
El juez del Tribunal Superior, David M. Rothman, ordenó que la declaración de Jackson se programara para antes de finales de enero de 1994, pero dijo que podría reconsiderarlo si al cantante se le imputaban cargos penales. Jackson aceptó prestar declaración el 18 de enero. Sus abogados afirmaron que estaba ansioso por testificar, pero también que podrían oponerse a la declaración si se presentaban cargos penales o si estos aún se estaban considerando en la fecha programada. En ese caso, dijeron que querrían que el juicio penal se celebrara primero. Sin embargo, cuando las autoridades notificaron al equipo legal de Jackson que esperaban que su investigación continuara al menos hasta febrero, no lograron obtener un aplazamiento del caso civil. El juez Rothman denegó la petición de aplazar el proceso hasta que se completara la investigación penal y fijó el 21 de marzo de 1994 como la fecha de inicio del juicio.
Pellicano dijo que las negociaciones de Chandler habían sido un intento de extorsionar a Jackson. Para intentar demostrarlo, produjo grabaciones ilícitas de sus conversaciones con Rothman. Generalmente, las grabaciones ilícitas no son admisibles como prueba, pero pueden usarse en California cuando se amenaza con extorsión. El abogado de Jackson, Howard Weitzman, entregó las cintas a la oficina del fiscal de distrito.
El 17 de diciembre de 1993, Rothman permitió a los fiscales recibir información de los abogados de Jackson y aprobó la divulgación de la información del descubrimiento probatorio a los medios. Tanto el equipo de Feldman como el de Jackson expresaron su preocupación de que el derecho del cantante a un juicio justo se viera comprometido al discutir públicamente los resultados. Johnnie Cochran y Weitzman, los abogados que representaban a Jackson, argumentaron que los investigadores estaban tratando de usar la demanda para avanzar en su investigación penal, una técnica que no debería permitirse.
El 24 de enero de 1994, los fiscales anunciaron que no presentarían cargos contra Chandler por intento de extorsión, ya que el equipo de Jackson había tardado en denunciar el hecho a la policía y había intentado negociar un acuerdo durante varias semanas. Chandler había hecho su exigencia a principios de agosto de 1993, y el equipo de Jackson había presentado cargos de extorsión contra el de Chandler a finales de ese mismo mes. En la investigación por extorsión, nunca se solicitó una orden de registro para las casas y oficinas de Chandler y Barry Rothman. No se convocó a ningún gran jurado cuando ambos hombres se negaron a las entrevistas policiales. En contraste, la policía sí había registrado las residencias de Jackson basándose únicamente en las acusaciones de Jordan y había hecho grandes esfuerzos por entrevistar o intimidar a los testigos. Weitzman dijo que no habían acudido a la policía antes porque «nuestra esperanza era que todo esto desapareciera. Intentamos mantenerlo lo más internamente posible».

### Acuerdo extrajudicial
El equipo legal de Jackson se reunía tres veces por semana en casa de Taylor para discutir el caso. Finalmente, acordaron que el cantante estaba demasiado enfermo para soportar un juicio prolongado y que debía llegar a un acuerdo extrajudicial. La demanda se resolvió el 25 de enero de 1994, con un pacto que establecía 15 331 250 dólares a mantenerse en un fideicomiso para Jordan, 1.5 millones para cada uno de sus padres y 5 millones para el abogado de la familia, por un total de aproximadamente 23 millones de dólares. Según una moción presentada al juez Melville en 2004, «el acuerdo fue por reclamaciones globales de negligencia y la demanda fue defendida por la compañía de seguros del Sr. Jackson. La [aseguradora] negoció y pagó el acuerdo, a pesar de las protestas del Sr. Jackson y de su asesor legal personal».

El 29 de enero de 1994, Associated Press informó que Jackson había solicitado a su compañía de seguros, Transamerica Insurance Group (TIG), que contribuyera al acuerdo. Un abogado de TIG, Jordan Harriman, le había hecho una oferta «única» a Jackson el 13 de enero para resolver su reclamación. El cantante la rechazó, pero le siguieron más negociaciones. Russ Wardrip, un analista de reclamaciones de TIG, había enviado una carta certificada el 13 de enero al abogado de Jackson, Howard Weitzman, que decía:
«[...] los actos de actividad sexual no constituyen una lesión corporal [accidental]. Además, los actos de actividad sexual, especialmente aquellos contra un menor, son inherentemente intencionales, ilícitos y dañinos. La cobertura para tales actos está excluida por el Código de Seguros de California».
Según el abogado de Jackson, Thomas Mesereau, la compañía de seguros del cantante fue «la fuente de los montos del acuerdo», tal como se señaló en un memorando de 2005 en el caso People v. Jackson. El memorando también indicaba que «una compañía de seguros tiene el derecho de resolver reclamaciones cubiertas por el seguro cuando decide que el acuerdo es conveniente, y el asegurado no puede interferir ni impedir tales acuerdos», según lo establecen varios precedentes en California. Anular ese derecho implicaría convencer a un tribunal con el poder de revocar el precedente de que la decisión anterior fue errónea o, más a menudo, «claramente» errónea (dependiendo de los criterios del tribunal), o bien se debe convencer al tribunal de que distinga el caso. Es decir, hacer que el fallo sea más restringido que el del precedente debido a alguna diferencia en los hechos entre el caso actual y el anterior, al tiempo que se respalda el resultado alcanzado en el primer caso.
En 2004, Mesereau dijo: «La gente que pretendía ganar millones de dólares con las promociones de los discos y la música [de Jackson] no quería que la publicidad negativa de estas demandas interfiriera con sus ganancias. Michael Jackson ahora se arrepiente de haber hecho esos pagos. Se llegó a estos acuerdos con una condición principal: que el Sr. Jackson nunca admitiera haber cometido ningún delito. [Él] siempre negó haber hecho algo malo [...]. El Sr. Jackson ahora se da cuenta de que el consejo que recibió fue erróneo».  Jackson explicó por qué había llegado a un acuerdo: «Quería seguir con mi vida. Demasiada gente ya había salido herida. Quiero grabar discos. Quiero cantar. Quiero volver a actuar [...]. Es mi talento. Mi trabajo duro. Mi vida. Mi decisión». También quería evitar un «circo mediático». Mesereau dijo más tarde que el cantante se arrepentía de haber pactado. El acuerdo no puede ser utilizado como prueba de culpabilidad en futuros casos civiles y penales. En 1994, Larry Feldman dijo que «nadie compró el silencio de nadie» con el pacto civil.

## Cierre de la investigación
El fiscal de distrito Gil Garcetti dijo que el acuerdo no afectaba el proceso penal y que la investigación seguía en curso. Jordan Chandler fue entrevistado después del pacto por detectives que buscaban pruebas de abuso infantil, pero no se presentaron cargos penales. El 2 de mayo de 1994, el gran jurado del condado de Santa Bárbara se disolvió sin acusar formalmente a Jackson, mientras que un gran jurado del condado de Los Ángeles continuaba investigando las acusaciones. El 11 de abril del mismo año, la sesión del gran jurado en Santa Bárbara se extendió por 90 días, lo que permitió al fiscal Sneddon reunir más pruebas. Fuentes de la fiscalía dijeron que estaban frustrados en su investigación, pues no lograron encontrar pruebas directas de los cargos.
El último gran jurado se disolvió en julio sin emitir una acusación formal contra Jackson. Los Chandler dejaron de cooperar con la investigación penal alrededor del 6 de julio de 1994. Hasta ese momento, según los fiscales, Jordan Chandler había indicado su posible disposición a testificar. La policía nunca presentó cargos penales. Alegando falta de pruebas sin el testimonio del niño, el estado cerró su investigación el 22 de septiembre de 1994. El fiscal de distrito Sneddon y Lauren Weis, jefa de la Unidad de Delitos Sexuales de la fiscalía del condado, dijeron que el cierre de la investigación no reflejaba ninguna falta de fe en la credibilidad de la presunta víctima. La pesquisa completa involucró a dos grandes jurados y a más de 400 personas entrevistadas durante un período de 13 meses.
Sneddon dijo que se exploraron varias pistas que más tarde se descubrió que eran falsas. Según los grandes jurados, las pruebas presentadas por la policía de Santa Bárbara y la de Los Ángeles no fueron lo suficientemente convincentes para acusar formalmente a Jackson o citarlo a declarar, a pesar de que los grandes jurados pueden presentar cargos basándose puramente en pruebas de oídas (hearsay en inglés). Según un informe de 1994 de Variety, una fuente en contacto con los jurados dijo que ninguno de los testigos había presentado nada que implicara directamente a Jackson. Según un informe de Showbiz Today de ese mismo año, los miembros del gran jurado afirmaron que «no se escuchó ninguna prueba perjudicial» y que «no oyeron ningún testimonio perjudicial» durante las audiencias.
En febrero de 1994, el Gran Jurado del condado de Santa Bárbara se reunió para evaluar si debían presentarse cargos penales. El del condado de Los Ángeles comenzó en marzo. Para 1994, las fiscalías de California habían gastado 2 millones de dólares y convocado a dos grandes jurados, pero las acusaciones de Jordan Chandler no pudieron ser corroboradas. En septiembre, Sneddon y Garcetti admitieron que la investigación de 18 meses no había producido ninguna prueba contra Jackson. Los archivos del FBI sobre el cantante, publicados después de su muerte, también señalaron que la fiscalía no tenía ninguna pista pendiente.

## Consecuencias
Una semana después del acuerdo, en enero de 1994, el fiscal de distrito de Los Ángeles, Garcetti, anunció que apoyaba la enmienda de una ley que prohibía que las víctimas de agresión sexual fueran obligadas a testificar en procesos penales. La enmienda, presentada en la asamblea estatal en febrero, le habría permitido inmediatamente a Garcetti obligar a Jordan Chandler a testificar.
El 15 de febrero de 1994, el programa Frontline de PBS emitió el documental Tabloid Truth: The Michael Jackson Story, que trataba sobre el sensacionalismo de los tabloides, más preocupados por vender periódicos que por informar de una narrativa precisa del escándalo. El documental mostraba a los amas de llaves de Jackson, Mark y Faye Quindoy, vendiendo historias sobre el cantante por dinero y negociando para obtener más a cambio de acusaciones de abuso. Se les presentaba como personas poco fiables. Phillip y Stella LeMarque, otra pareja de exempleados, vendieron una historia de abuso infantil a los tabloides a través del actor de cine pornográfico Paul Barresi, quien ya había vendido con éxito una historia al National Enquirer. Aprovechando la oportunidad del escándalo, Barresi hizo una grabación de supuestas pruebas y le dijo al Globe que tenía la intención de entregarla al fiscal de distrito; el periódico y Barresi acordaron un pago de 15 000 dólares por la historia. El periodista de Splash News, Kevin Smith, dijo: «Mucha gente que afirmaba haber presenciado a Jackson haciendo esto, aquello o lo otro, no acudía primero a la policía. Su principal interés era el dinero, y acudían a los periodistas que podían dárselo. Así que, en esas circunstancias, los periodistas saben más de lo que ocurrió que la propia policía».
Tres años después, Víctor Gutiérrez autopublicó un libro sobre la relación entre Jordan Chandler y Jackson. Gutiérrez afirmó que el libro se basaba en un diario que Jordan había llevado en esa época e incluía detalles de supuestos encuentros sexuales. Según el periódico alemán Die Tageszeitung, Gutiérrez asistió como reportero en la década de 1980 a reuniones de la Asociación Norteamericana del Amor entre Hombres y Chicos (NAMBLA), un grupo que aboga por la despenalización de la pedofilia y la pederastia. Dijo que el grupo consideraba a Jackson como «uno de los nuestros» y que insistían en que la relación entre Jordan y el cantante era romántica.
En 1997, Jackson presentó una demanda civil contra Gutiérrez por difamación, después de que el escritor afirmara que tenía una cinta del cantante abusando de su sobrino Jeremy, hijo de Jermaine Jackson. El jurado falló a favor de Jackson y le otorgó 2.7 millones de dólares. Gutiérrez huyó a Chile después de la demanda. El abogado de Jackson, Zia Modabber, dijo: «Los miembros del jurado nos dijeron que no solo querían compensar al Sr. Jackson y castigar a Víctor Gutiérrez, sino también enviar un mensaje de que están cansados de que los tabloides mientan sobre las celebridades por dinero». Jackson también presentó una demanda de 100 millones de dólares contra Diane Dimond, después de que ella apareciera en el programa matutino Ken and Barkley de KABC para hablar de la supuesta cinta de Gutiérrez. Tras la emisión del reportaje, el cantante anunció que demandaría a los miembros de los medios que «difunden mentiras y rumores maliciosos sobre mí en sus intentos de ganar dinero, beneficiar sus carreras, vender periódicos o conseguir que los espectadores vean sus programas». La demanda fue desestimada en 1997.
Jordan Chandler se emancipó legalmente de sus padres en 1994, a la edad de 14 años. En 1996, su padre, Evan Chandler, demandó a Jackson por unos 60 millones de dólares, alegando que el artista había incumplido un acuerdo de no hablar nunca del caso «en su entrevista con Diane Sawyer y en la letra de una canción del álbum HIStory». En 1998, a los 18 años, Jordan presentó una queja contra Jackson por la misma razón. Los arbitrajes se consolidaron. En 1999, un tribunal falló a favor del cantante y desestimó la demanda. En 2006, Jordan acusó a su padre de atacarlo con una barra de pesas, asfixiarlo y rociarle la cara con gas pimienta; los cargos fueron retirados. El 5 de noviembre de 2009, 14 semanas después de la muerte de Michael Jackson, Evan Chandler fue encontrado muerto por suicidio.

### Efecto en la carrera de Jackson
La posición comercial y la imagen pública de Jackson declinaron a raíz de las acusaciones. El gobierno de Dubái le prohibió actuar en respuesta a una campaña de panfletos anónimos que lo atacaban por inmoral. Jackson se retiró de un acuerdo para crear una canción y un video para la película Addams Family Values, y devolvió una suma estimada de 5 millones de dólares. Además, una marca de fragancias se canceló debido a sus problemas con las drogas. El cantante completó el video que alguna vez estuvo planeado para esa película y lo lanzó como Ghosts en 1996, con una historia marco sobre un maestro excéntrico que entretiene a los niños y es perseguido por un funcionario local intolerante. El 14 de noviembre de 1993, PepsiCo abandonó su asociación de nueve años con él, lo que provocó que algunos fans boicotearan a la compañía. Jackson también compuso música para el videojuego Sonic the Hedgehog 3, pero abandonó el proyecto y no apareció en los créditos, posiblemente debido a las acusaciones.
El artista produjo un espectáculo especial para la cadena de cable prémium HBO, For One Night Only, que iba a ser grabado frente a un público invitado en el Beacon Theatre de Nueva York para su transmisión en diciembre de 1995. Los espectáculos se cancelaron después de que Jackson se desplomara en el teatro el 6 de diciembre durante los ensayos y fuera ingresado durante la noche en el Beth Israel Medical Center North. Los eventos nunca se reprogramaron. Al año siguiente, comenzó la gira HIStory World Tour. Sus únicos conciertos en Estados Unidos fueron dos espectáculos en el Aloha Stadium de Honolulu, Hawái.
El álbum de Jackson, HIStory: Past, Present and Future, Book I, lanzado poco después de las acusaciones, «crea una atmósfera de paranoia», según el crítico Stephen Thomas Erlewine. Su contenido se centra en las luchas públicas que el artista atravesó antes de su producción. En las canciones «Scream» y «Tabloid Junkie», expresa su ira y su dolor hacia los medios. En la balada «Stranger in Moscow», lamenta su «rápida y repentina caída en desgracia». En «D.S.», ataca a un personaje identificado como Tom Sneddon, el fiscal de distrito que solicitó su registro al desnudo, y lo describe como un supremacista blanco que quería «atrapar mi trasero, vivo o muerto». Sneddon dijo: «No le he hecho, digamos, el honor de escucharla, pero me han dicho que termina con el sonido de un disparo».
Según The Washington Post, el juicio de O.J. Simpson eclipsó el escándalo de Jackson. Una fuente de la oficina del fiscal de distrito de Los Ángeles dijo que el escándalo pasó a «un segundo plano» una vez que surgió el caso Simpson. En 2021, un juez señaló que Jackson no había ganado dinero con su imagen y semejanza entre 2006 y 2008, y afirmó que esto demostraba el efecto de las acusaciones en su carrera hasta su muerte.

### Otras acusaciones

#### Juicio de 2005
El 18 de diciembre de 2003, Jackson fue acusado de siete cargos de abuso sexual infantil y dos cargos de administrar un agente intoxicante para cometer un delito grave de abuso sexual infantil contra Gavin Arvizo. El cantante negó las acusaciones. Sneddon dirigió de nuevo la fiscalía. El juicio People v. Jackson comenzó en Santa María, California, el 31 de enero de 2005. El juez permitió testimonios sobre acusaciones pasadas, incluido el caso de 1993, para establecer si el acusado tenía una propensión a cometer ciertos delitos. Sin embargo, Jordan Chandler se fue del país para evitar testificar. Thomas Mesereau, el abogado defensor de Jackson, dijo más tarde: «Los fiscales intentaron que [Chandler] se presentara y no lo hizo. Si lo hubiera hecho, yo tenía testigos que iban a declarar que él les dijo que nunca había pasado nada y que nunca más hablaría con sus padres por lo que le hicieron decir».
June Chandler testificó que no había hablado con su hijo en 11 años. Durante su testimonio, afirmó que no recordaba haber sido contrademandada por Jackson y que nunca había oído hablar de su propio abogado. También dijo que nunca presenció ningún abuso. El 13 de junio de 2005, Jackson fue declarado no culpable de los 14 cargos.
Jason Francia, hijo de una empleada doméstica del Rancho Neverland (Blanca Francia), testificó en el juicio penal de 2005 que Jackson había abusado de él en varias ocasiones cuando tenía entre siete y diez años. Según The Guardian, Francia declaró: «'Llevaba pantalones cortos', dijo con la voz entrecortada. 'Me tocó la pierna y subió hasta mis partes íntimas'». Alegó también que Jackson continuó tocándole los testículos durante varios minutos. Francia dijo que «cada vez que me hacía cosquillas había algún tipo de intercambio de dinero», lo cual se hacía en el entendido de que no le diría a su madre. En el contrainterrogatorio, reconoció que en su primera entrevista de 1993 le dijo a los detectives que Jackson no había abusado de él. Afirmó que había negado que lo hubieran tocado de forma inapropiada porque no quería pasar vergüenza en la escuela y añadió que estuvo en terapia hasta los dieciocho años. Mesereau intentó establecer que los Francia fueron incitados a sus acusaciones por fiscales demasiado entusiastas y tentados por el dinero ofrecido para entrevistas con los medios. El presidente del jurado, Paul Rodriguez, comparó el comportamiento errático de Jason en el estrado con el de Janet Arvizo. Dijo que el joven «simplemente no parecía muy creíble», que «dejó demasiadas lagunas en sus declaraciones» y que les costó mucho creerle.

#### Acusaciones póstumas
En 2013, el bailarín y coreógrafo Wade Robson, quien testificó en defensa de Jackson en su juicio penal, cambió su postura y presentó una demanda contra el patrimonio del cantante. En ella, afirmaba que Jackson había abusado sexualmente de él cuando tenía entre siete y 14 años. Las acusaciones de Robson y de otro hombre, James Safechuck —un actor infantil que apareció en un comercial de Pepsi de 1987—, son el foco del documental de 2019 Leaving Neverland.